# Jacques Hansen
 (août 2017).
Pour les articles homonymes, voir Hansen.
Jacques Hansen, né le 30 octobre 1943 à Paris 15e , et mort le 28 novembre 2023 à Marseille est un acteur français.

## Biographie
Il décroche son premier contrat de comédien à l'âge de 18 ans, à Nice aux arènes de Cimiez, dans Le Misanthrope, avec ses professeurs Jacques Charon et Pierre Bertin.

## Filmographie

### Cinéma

#### Longs métrages
- 1995 : La Farandole autour du monde de Davide Manuli
- 2000 : Merci pour le geste de Claude Faraldo
- 2001 : Bella ciao de Stéphane Giusti
- 2001 : Yamakasi d'Ariel Zeitoun
- 2012 : A Long Way from Home de Virginia Gilbert

#### Courts métrages
- 1997 : La Visite d'Eric Lathière
- 2001 : La dame de la plage de Paule Sardou
- 2002 : Apporte-moi ton amour d'Éric Cantona
- 2002 : Le Canapé de Jean-Louis Laval
- 2003 : Comme une Allumette de Clémence Jean-Jean
- 2004 : La Cicatrice de Juliette Soubrier

### Télévision
- 1994 : Une mère en colère – Réalisation : Gilles Béhat
- 1994 : Docteur Berg – Réalisation : Josée Dayan
- 1995 : L’homme que j’aime – Réalisation : Stéphan Giusti
- 1995 : Henri Berjac – Réalisation : Jean-Michel Ribes
- 1996 : Mer calme, mort agitée – Réalisation : Charles Nemès
- 1996 : Un étrange héritage – Réalisation : Laurent Dussaux
- 1997 : Verdict – Réalisation : Maurice Bunio
- 1997 : Les héritiers – Réalisation : Josée Dayan
- 1997 : Cassidi et Cassidi – Réalisation : Joël Santoni
- 1997 : Le roi de Marseille – Réalisation : Didier Albert
- 1998 : La nuit des hulottes – Réalisation : Michaëlla Watteaux
- 1998 : Le vol de la colombe – Réalisation : Michel Sibra
- 1998 : Dossier : disparus – Réalisation : Philippe Lefèbvre
- 1999 : Le Selec – Réalisation : Jean-Claude Sussfeld
- 1999 : Confessions croisées – Réalisation : Gérard Marx
- 1999 : La C.R.I.M. – Réalisation : Miguel Courtois (6 × 52 min)
- 1999 : La C.R.I.M. – Réalisation : Denis Berry (6 × 52 min)
- 1999 : Les Cordier juge et flic – Réalisation : Gilles Béhat
- 2000 : Nestor Burma – Réalisation : Jacob Berger
- 2000 : Passage interdit – Réalisation : Michaël Perrotta
- 2000 : Le don fait à Catchaires – Réalisation : William Gotesman
- 2000 : La C.R.I.M. – Réalisation : Denis Amar (12 × 52 min)
- 2000 : Le prix de l’excellence – Réalisation : Claude Grinberg
- 2000 : Les rebelles de Moissac – Réalisation : Jean-Jacques Kahn
- 2001 : Le détective – Réalisation : Denis Berry
- 2001 : Les enfants de Charlotte – Réalisation : François Luciani
- 2001 : Groupe flag – Réalisation : Eric Summer (6 × 52 min)
- 2001 : Une femme d’honneur – Réalisation : David Delrieux
- 2002 : Action justice : Le sourire d’Alice – Réalisation : Alain Schwarzstein
- 2002 : Fabien Cosma : Petit Maxime – Réalisation : Philippe Roussel
- 2002 : Pierre et Farid – Réalisation : Michel Favart
- 2002 : Faux-frères – Réalisation : Daniel Losset
- 2002 : L’homme que j’aime – Réalisation : Stéphane Giusti
- 2002 : Le Camarguais : Paddy – Réalisation : Patrick Volson
- 2003 : Julie Lescaut : Un meurtre peut en cacher un autre – Réalisation : Alain Wermus
- 2003 : Fargas – Réalisation : Charlotte Brandström
- 2003 : Malone : Génération braqueurs – Réalisation : Franck Apprédéris
- 2003 : Valentine – Réalisation : Eric Summer
- 2003 : Une femme d’honneur : Femmes d’occasions & Mortelle Cavale – Réalisation : Michaël Perrotta
- 2003 : Lila Claudel – Réalisation : Emmanuel Gust
- 2003 : Commissaire Moulin : La promesse – Réalisation : Eric Summer
- 2004 : Femmes de loi : Intime conviction – Réalisation : Denis Malleval
- 2004 : Diane femme flic : Engrenage – Réalisation : Marc Angelo
- 2004 : Avocats & Associés : Le témoin – Réalisation : Christophe Barraud
- 2004 : Le tuteur : Pour le sourire de Romain – Réalisation : François Velle
- 2005 : Léa Parker : Solitaire
- 2005 : Avocats & Associés : La dernière séance – Réalisation : Christophe Barraud
- 2005 : Le Président Ferrare : Acte d’amour – Réalisation : Alain Nahum
- 2005 : Commissaire Valence : Le poisson pilote – Réalisation : Franck Apprédéris
- 2005 : Commissaire Cordier : Grain de sel – Réalisation : Éric Summer
- 2006 : Sœur Thérèse.com : Meurtre en sous-sol – Réalisation : Christophe Douchand
- 2006 : Nous nous sommes tant haïs – Réalisation : Franck Apprédéris
- 2006 : Duval et Moretti : L’Imposteur – Réalisation : Jean-Pierre Prévost
- 2008 : Merci les enfants vont bien – Réalisation : Stéphane Clavier
- 2008 : Duo – Réalisation : Patrick Volson
- 2008 : Les 3 font la paire – Réalisation : Eric Summer
- 2009 : Alice Nevers, le juge est une femme : Ressources inhumaines – Réalisation : François Velle
- 2010 : Profilage : Le Pacte – Réalisation : Eric Summer
- 2011 : Caïn : Juge et partie – Réalisation : Bertrand Arthuys
- 2012 : Un homme au pair – Réalisation : Laurent Dussaux
- 2014 : Jusqu’au dernier – Réalisation : François Velle
- 2017 : Plus Belle la Vie – Réalisation : Hubert Besson : M. Bonville

## Théâtre
- 1993-1994 : La Fête à Julos de Julos Beaucarne, mise en scène, Luce Melite, Théâtre National de la Criée (Marseille)
- 1998 : Don Juan ou le Baiseur de Séville de Benito Pelgrin, mise en scène Françoise Chatôt, Théâtre Le Comedia (Paris)
- 1999 : La Cabale des dévots de Mikhaïl Boulgakov, mise en scène Sergueï Artsibachev - tournée Moscou & France
- 2000-2001 : La vie est un songe de Pedro Calderón de la Barca, mise en scène Andonis Vouyoucas, Théâtre Gyptis (Marseille), tournée France & Festival d’Arles
- 2003 : Les Méfaits du tabac - Le Chant du cygne d’après Anton Tchékhov, mise en scène Andonis Vouyoucas, Théâtre Gyptis
- 2004 : Le Premier Homme d'Albert Camus, mise en scène Catalina Buzoianu, Théâtre du Ranelagh, Festival de Lourmarin
- 2004 : Les Feux de la Gloire de Marc Saez, mise en scène de l'auteur, Südden Théâtre (Paris)
- 2005 : Le Premier Homme d'Albert Camus, mise en scène Catalina Buzoianu, reprise au Théâtre Gyptis
- 2006 : Le Monde de la Lune d’après l’Opéra de Haydn, mise en scène Richard Martin, Théâtre Toursky (Marseille)
- 2007 : Museum Feminae de Nathalie Fauvel, mise en scène Michel Touraille, Théâtre national de Marseille
- 2007-2008 : Ruy Blas de Victor Hugo, mise en scène Françoise Chatôt, Théâtre Gyptis
- 2009 : Gloria d'après Billy Wilder adapté par Jacques Hansen, mise en scène Jacques Hansen, Théâtre Gyptis